# Котельница
Котельница (укр. Котельниця) — село в Нижневоротской сельской общине Мукачевского района Закарпатской области Украины.
Население по переписи 2001 года составляло 444 человека. Почтовый индекс — 89111. Телефонный код — 3136. Занимает площадь 1,428 км². Код КОАТУУ — 2121586002.
Согласно переписи УССР 1989 года численность населения села составляла 476 человек, из которых 224 мужчины и 252 женщины.